# Einstein (Einheit)
Die Hilfsmaßeinheit Einstein (Einheitenzeichen: E) wird gelegentlich in der Photo- und Biochemie verwendet, um die Anzahl von Lichtquanten, also Photonen, anzugeben. Ein Einstein entspricht einem Mol und ist somit nichts anderes als der Zahlenwert der Avogadro-Konstante in mol−1, d. h., es gilt etwa {\displaystyle 1\ \mathrm {E} =6{,}022\cdot 10^{23}}.
Gelegentlich wird die Einheit allerdings auch für die Energie von einem Mol Photonen verwendet. Aufgrund dieser Uneindeutigkeit und da es sich bei Einstein um keine SI-Einheit handelt wird vom Gebrauch dieser Einheit abgeraten.
Ähnlich wie Prozent, Radiant und Bel dient auch das Einstein der quantitativen Angabe physikalischer Größen der Dimension Zahl.
Ein Verwendungsbeispiel ist die Photosynthese: Bei vollständiger Ausbeute des einfallenden Sonnenlichtes, die allerdings praktisch unmöglich ist, werden zur Produktion eines Mol Sauerstoff 8 Einstein benötigt, d. h. acht Photonen pro Molekül. Über die Energie bzw. Wellenlänge der Photonen wird dabei keine Aussage getroffen.
Die Einheit ist zu Ehren Albert Einsteins benannt, der im Jahre 1905 den photoelektrischen Effekt durch die Formulierung der Lichtquantenhypothese verständlich machte.